# Библиотека Корвина
Библиоте́ка Ко́рвина (лат. Bibliotheca Corviniana) — собрание книг венгерского короля Матьяша I. Герб основателя имел изображение ворона (лат. corvus), отсюда и её название «Корвиниана». Основана, вероятно, в 1470-е годы. Являлась второй по величине библиотекой эпохи Возрождения, уступая на тот момент только библиотеке Ватикана. В ней насчитывалось, по приблизительным подсчетам, около 2500 томов. Это были произведения как древних, так и средневековых авторов, а также современных на то время, в том числе гуманистических. Преобладали книги светского содержания, среди них — по истории, географии, астрономии, медицине, поэзии и т. д.
Большинство книг украшали итальянские художники-миниатюристы. После кончины основателя библиотека осталась в небрежении, частично её фонды были распроданы, а некоторые книги увезены за пределы Венгрии. Далее Корвиниана была захвачена турецкими войсками при завоевании ими Буды в 1526 году, и перевезена в Стамбул. Книги использовались для подарков иностранным послам, остатки фондов оказались разбросанными по всему миру. Из фонда библиотеки сохранилось 216 кодексов, из которых 54 хранятся в разных собраниях Венгрии.

## Возникновение библиотеки

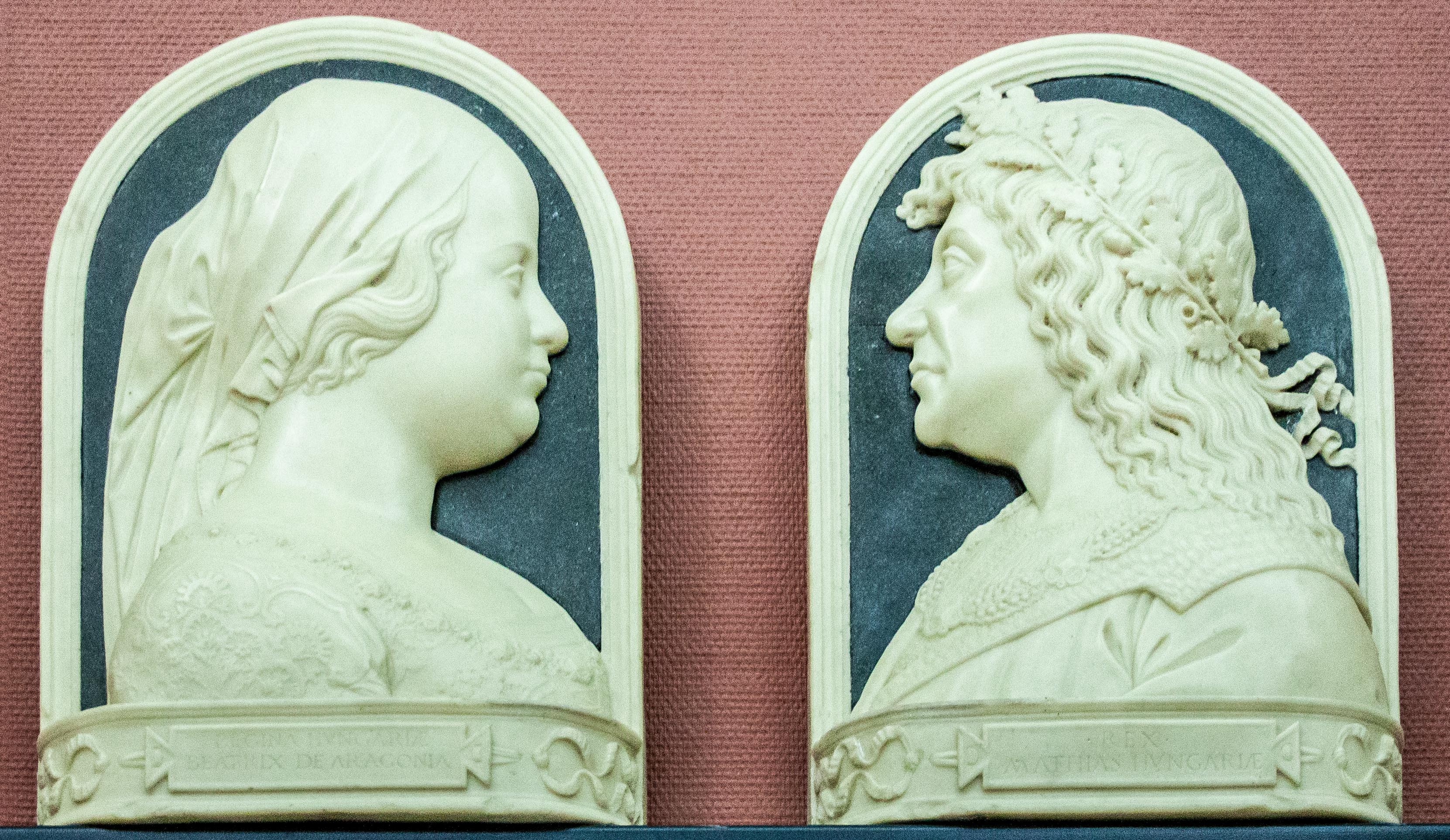
Королева Беатриса и король Матьяш

Король Матьяш Корвин (1443—1490) приобрёл интерес к книгам под влиянием своего наставника — известного библиофила Яноша Витеза, архиепископа Эстергомского. Точное время и причины основания библиотеки неизвестны. Предположительно, её начало положил второй брак короля Матьяша с дочерью короля Неаполя Фердинанда Арагонского Беатрис — новая королева привила при венгерском дворе моду на итальянскую раннеренессансную культуру, что усилило проиталийские и гуманистические симпатии Матьяша.
По одной из версий, отдельные книги в королевское собрание могли попасть при конфискации имущества оппозиционеров Януша Витеза и Януса Паннониуса, часть книг, вероятно, входила в приданое Беатрисы Арагонской. Однако важнейшей причиной при основании библиотеки были тесные связи венгерского королевского двора с Италией — крупнейшим торговым и культурным центром Европы, а также личные связи Матьяша с итальянскими гуманистами.
Король не жалел денег на покупку и переписку книг. Чаще всего они заказывались во Флоренции через тамошних книготорговцев и иллюстрировались известными флорентийскими миниатюристами. Наполнение библиотеки было длительным и затратным. Со временем для переписки, оформления и переплёта книг при королевском дворе в Буде был создан скрипторий. Хранителями библиотеки состояли высокообразованные гуманисты Марцио Галеотто и Тадео Уголетти, последний стал воспитателем наследника — королевича Яноша.
Король Матьяш стремился сделать свой двор самым блестящим и образованным в Европе к северу от Альп. Библиотека стала излюбленным местом работы придворных и самого короля. Здесь устраивались учёные диспуты и симпозиумы. Библиотека стала крупнейшим в Центральной и Восточной Европе интеллектуальным центром и по размерам уступала только ватиканской. По разным оценкам, в библиотеке Матьяша могло храниться до 2500 кодексов, что было огромным собранием по тем временам.

## Состав библиотеки

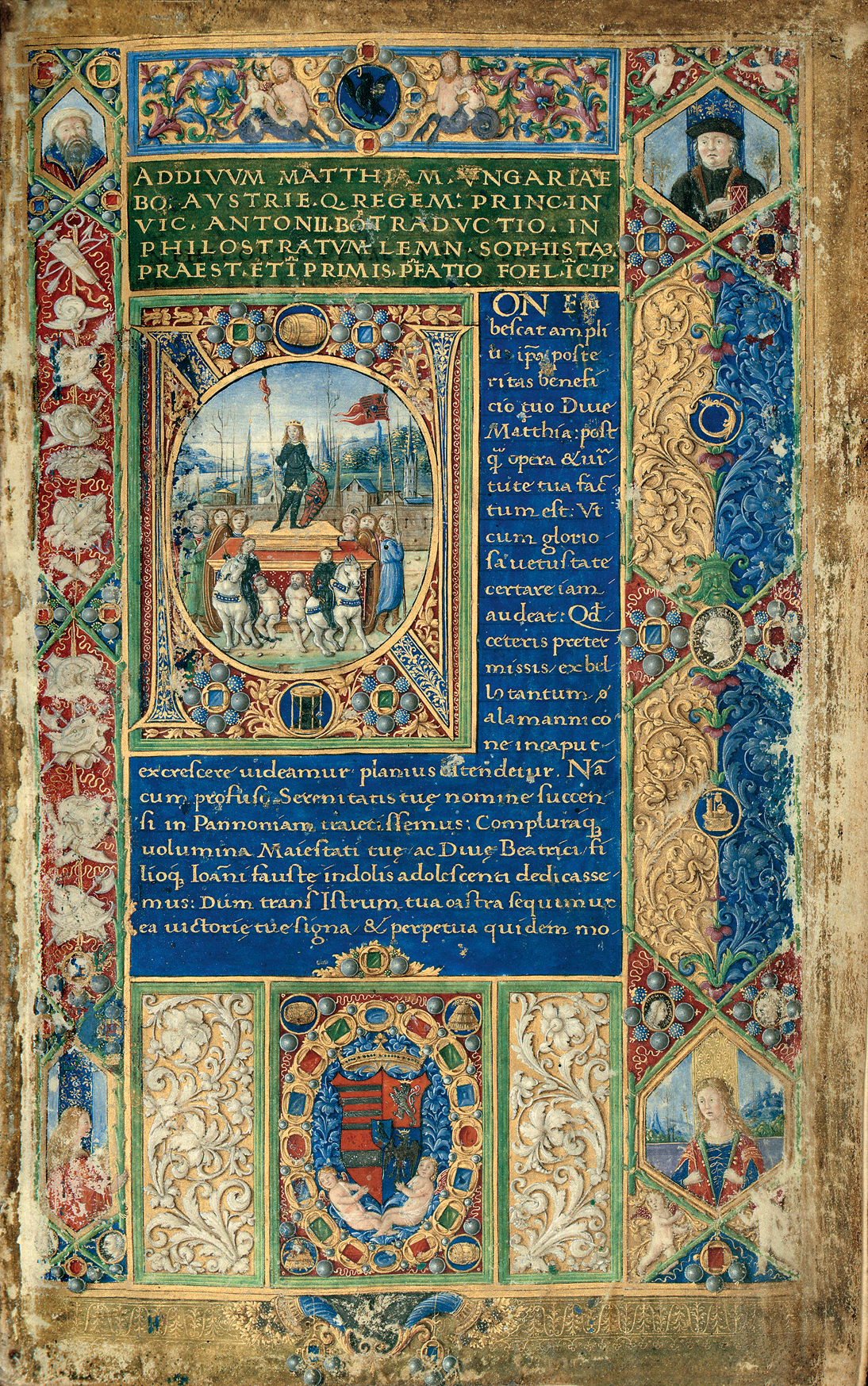
Титульный лист одного из кодексов c изображением триумфа Матьяша, 1487 год

Отличием библиотеки Корвина от аналогичных собраний итальянских владетельных особ, было наличие большого числа светских книг, в основном античных авторов; это отражало личные пристрастия короля. Греческие рукописи королевские посланцы скупали на землях завоёванной турками Византийской империи. В собрании имелись сочинения Эсхила, Аристотеля, Афанасия, Василия, Дионисия Галикарнасского, Диодора Сицилийского, Евсевия, Григория Нисского, Григория Богослова, Гесиода, Гомера, Гиперида, Исократа, Константина Багрянородного, Оригена, Филострата, Платона, Плотина, Полибия, Плутарха, Птолемея, Сафо, Софокла, Страбона, Теофраста, Фукидида, Ксенофонта, Зонары. Также в библиотеке были представлены латинские и еврейские тексты. Сам король любил читать труды историков — Ливия, Цезаря, Курция Руфа и Силия Италика. Хорошо разбираясь в философии и теологии, он мог на равных участвовать в дискуссиях при дворе. Также он был знаком с работами по военной науке и тактике, и заинтересован в астрономии и астрологии.
Почти две трети уцелевших рукописей не были напечатаны при жизни Матьяша, среди них были произведения античных и византийских авторов — часто имевшиеся лишь в одном экземпляре, как, например, трактат византийского императора Константина Багрянородного «О церемониях» или «Церковная история» Никифора Каллиста. Многие из них были позднее утрачены, как, например, полное сочинение известного древнегреческого оратора Гиперида (сейчас известны только отрывки) и последняя, восьмая (до наших дней сохранились только семь), книга «Иоанниады, или о Ливийской войне» позднеантичного поэта Крескония Кориппа. Дипломат императора Максимилиана Иоганн Куспиниан писал, что заимствовал из библиотеки оригинал «удивительно древней» греческой рукописи Прокопия, текст которого, как он заявил, лучше и полнее, чем в существующем латинском переводе. Он вернул рукопись, позже она погибла.
Важной миссией королевской библиотеки было не только собирание, но и перевод закупленных греческих книг на латинский язык, а также уточнение текста при копировании рукописи, что позволяло венгерскому двору пропагандировать греческую культуру на латинском Западе.

## Дальнейшая судьба библиотеки

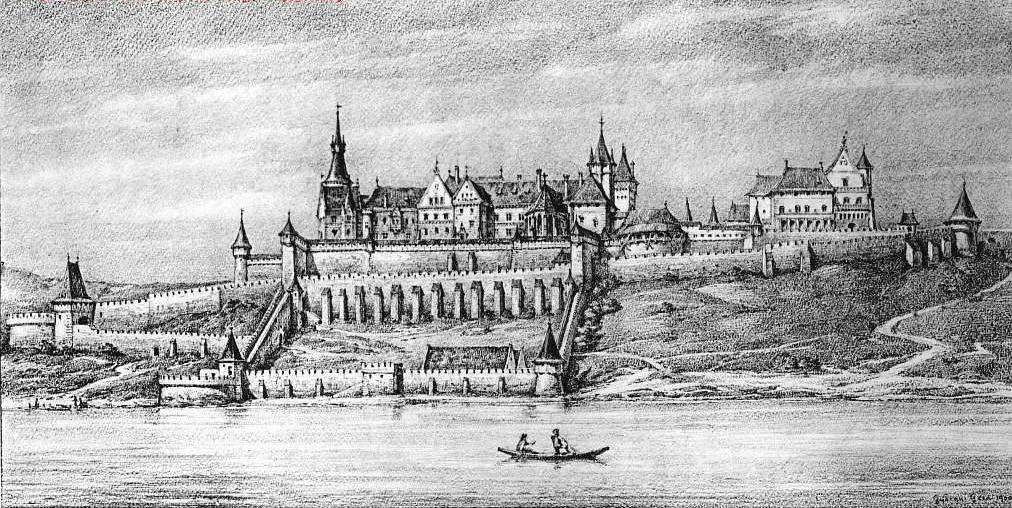
Замок Матьяша Корвина, где хранилась библиотека

Упадок библиотеки начался после смерти короля в 1490 году, так как она поддерживалась его личным энтузиазмом. Наследники Матьяша не интересовались книгами, многие иллюминированные рукописи остались во Флоренции в незавершённом состоянии, далее перейдя во владение других собственников. В письме, адресованном городу Флоренция в 1498 году, Владислав II писал, что «воодушевлён тем же желанием улучшать библиотеку», и заявлял о своём намерении иметь на руках завершённые рукописи, но это были только слова. При Владиславе же зачахла мастерская переписчиков. Во времена Людовика II библиотека была запущена ещё сильнее. Послы и иностранные путешественники покупали рукописи из её фондов, благодаря чему они сохранились до наших дней. Известно, что Мария (вдова короля Людовика) взяла с собой в Брюссель несколько роскошных томов из библиотеки Корвина. Несмотря на это, основная часть собрания просуществовала во дворце вплоть до 1526 года.
Библиотека погибла при османском завоевании столицы Венгрии Буды войсками султана Сулеймана. После катастрофического поражения венгерских войск в битве при Мохаче, турки без особого сопротивления вступили в королевскую столицу. Город был подожжен, но Будайский замок, где хранилась библиотека, Сулейман пощадил, так как хотел устроить в нём свою резиденцию. Тем не менее это не помешало турецким войскам увезти в Стамбул всё его содержимое, включая казну венгерских королей, бытовое имущество, пушки и снаряды, хранившиеся там. В числе трофеев были и самые красивые и богато украшенные рукописи из библиотеки Корвина. Оставшиеся книги (включая уникальную коллекцию греческих рукописей) турки, по-видимому, просто уничтожили, так как позднее они нигде не появлялись. Правда, ещё в XVII веке были свидетельства, что библиотека, или по крайней мере её часть, продолжала храниться в замке Буды, но какие книги в ней оставались — неясно. Когда в 1686 году австрийские войска освободили Буду, город сильно пострадал от пожара, среди уцелевших книг не было обнаружено рукописей из собрания Матьяша Корвина. Вероятно, библиотеку вывезли по личному указанию Сулеймана I, так как многие рукописи были позднее обнаружены в султанском дворце и, как оказалось, на протяжении веков использовались для подарков иноземным послам. Таким образом различные части библиотеки оказались разбросанными по разным европейским собраниям.
В 1862 году члены делегации Венгерской академии наук обнаружили в помещении сераля последние остатки некогда огромного собрания — 39 кодексов. C разрешения султана Абдул-Азиза часть из них были преподнесены в дар правительству Австро-Венгрии и возвращены в Будапешт. Оставшиеся кодексы были возвращены султаном Абдул Гамидом II в 1877 году.

## Настоящее время
В настоящее время точно идентифицировано 216 кодексов из библиотеки короля Матьяша Корвина. Наибольшие коллекции хранятся в Венгрии: крупнейшая в Национальной библиотеке имени Сеченьи в королевском дворце в Буде — 36 книг, и в библиотеке Будапештского университета — 14. В целом в Венгрии хранится 54 кодекса. В Австрийской национальной библиотеке хранятся 39 томов. Большая коллекция существует в Италии в библиотеке Лауренциана — 32 тома, а также в библиотеке Эсте в Модене — 15. В Германии 8 экземпляров хранится в Баварской государственной библиотеке и ещё 9 в библиотеке Герцога Августа в Вольфенбюттеле. Во Франции 7 томов хранятся в Национальной библиотеке Франции. Остальные сохранившееся кодексы находятся в различных собраниях Бельгии, Англии, Турции и США.
Национальная библиотека имени Сечени в Венгрии осуществляет проект виртуальной реконструкции Корвинианы в цифровом виде.
В 2005 году библиотека Koрвина была включена в список ЮНЕСКО «Память мира».